# Acheta gossypii.
Acheta gossypii. är en insektsart som först beskrevs av Costa, O.G. 1855.  Acheta gossypii. ingår i släktet Acheta och familjen syrsor. Inga underarter finns listade i Catalogue of Life.